# Ramotswa station
Ramotswa station (Taung) – wieś w Botswanie w dystrykcie South East. Według spisu ludności z 2011 roku wieś liczyła 4250 mieszkańców.